# Villava
Villava (bask. Atarrabia) – miasto i gmina w hiszpańskiej prowincji autonomicznej Nawarra.

## Opis
Miasteczko Villava zamieszkuje ok. 10 000 osób. Miejscowość znajduje się ok. 4 km od Pampeluny, stolicy Nawarry. Została założona w 1184 roku przez króla Sancho VI i przez wiele stuleci była niewiele znaczącym miasteczkiem. W latach 60. XX wieku zaczęła znacząco się rozwijać i stała ważnym przemysłowym przedmieściem Pampeluny.
Lokuje się tu przede wszystkim przemysł papierniczy, informatyczny i zajezdnia autobusowa.

## Znani mieszkańcy
Villava jest znana jako miejsce urodzin znanego kolarza, Miguela Induraina, który rozpoczynał karierę w lokalnym klubie kolarskim, Club Ciclista Villavés.